# Grands bureaux des Aciéries de Longwy
Les Grands bureaux des Aciéries de Longwy sont l'ancien siège des Aciéries de Longwy situé sur le territoire de la commune de Longlaville.

## Siège social

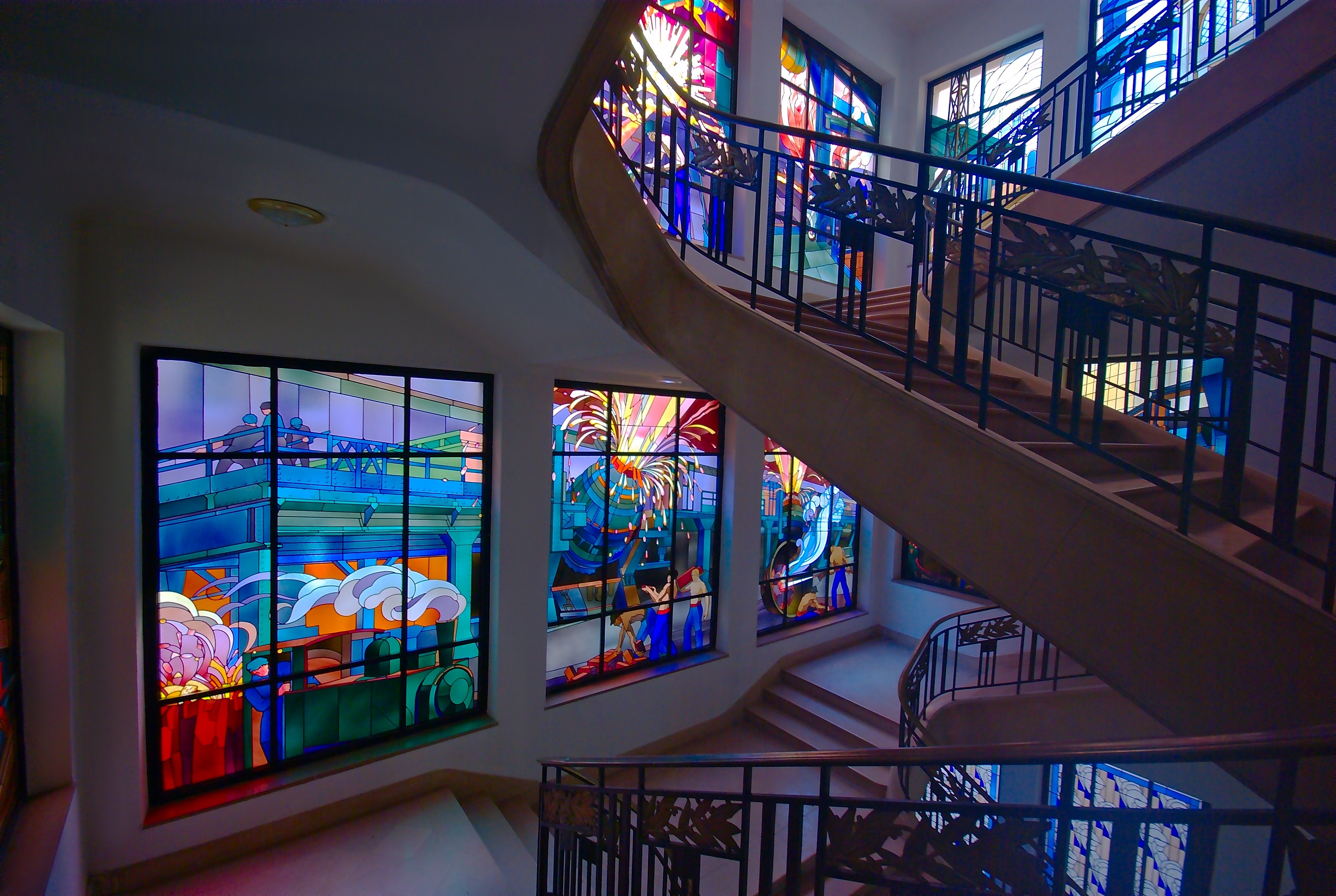
Escalier de l'entrée d'honneur

Le bâtiment, inauguré en 1928 et de style Art déco, est l'œuvre de Pierre Le Bourgeois. Particulièrement épuré, les seuls éléments décoratifs sont les fenêtres des combes ainsi que deux tourelles dans la cour intérieure. 
La double entrée permet une séparation entre hôtes de marque de l'aciérie, passant par l'entrée d'honneur donnant sur les escaliers où sont installés des vitraux racontant le travail dans une usine sidérurgie, et l'entrée de service.
Au-dessus de l'entrée d'honneur se situe le « salon Majorelle », ancien bureau du directeur des aciéries, meublé par Louis Majorelle; au même niveau, au second étage, se situe l'ancienne salle du conseil d'administration.
En 1985, le bâtiment est cédé à l'État français qui le rénove afin d'en faire un lieu consacré à l'emploi : il regroupe ainsi locaux de syndicats et Pôle emploi. À cette occasion, une nouvelle entrée est construite, sous forme d'une grande verrière tournée vers la vallée, afin de symboliser la transparence et l'ouverture vers celle-ci.

## Vitraux du siège social
Les vitraux sont une œuvre de commande passée à Louis Majorelle ; il s'agit des seuls vitraux de l'artiste, plutôt spécialisé dans le mobilier et la ferronnerie. Mort en 1926, Majorelle n'a jamais vu "ses" vitraux, posés en 1928.

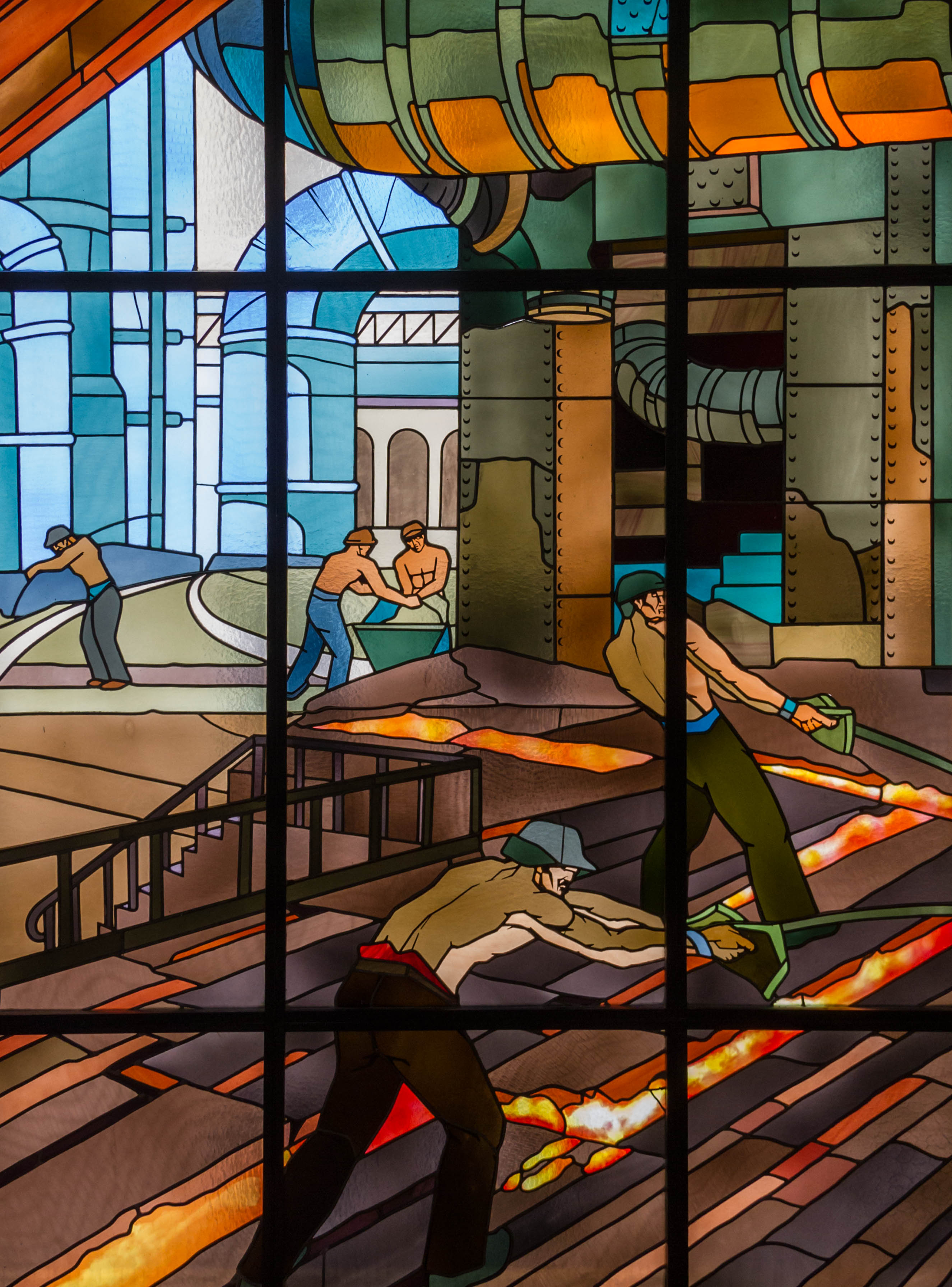
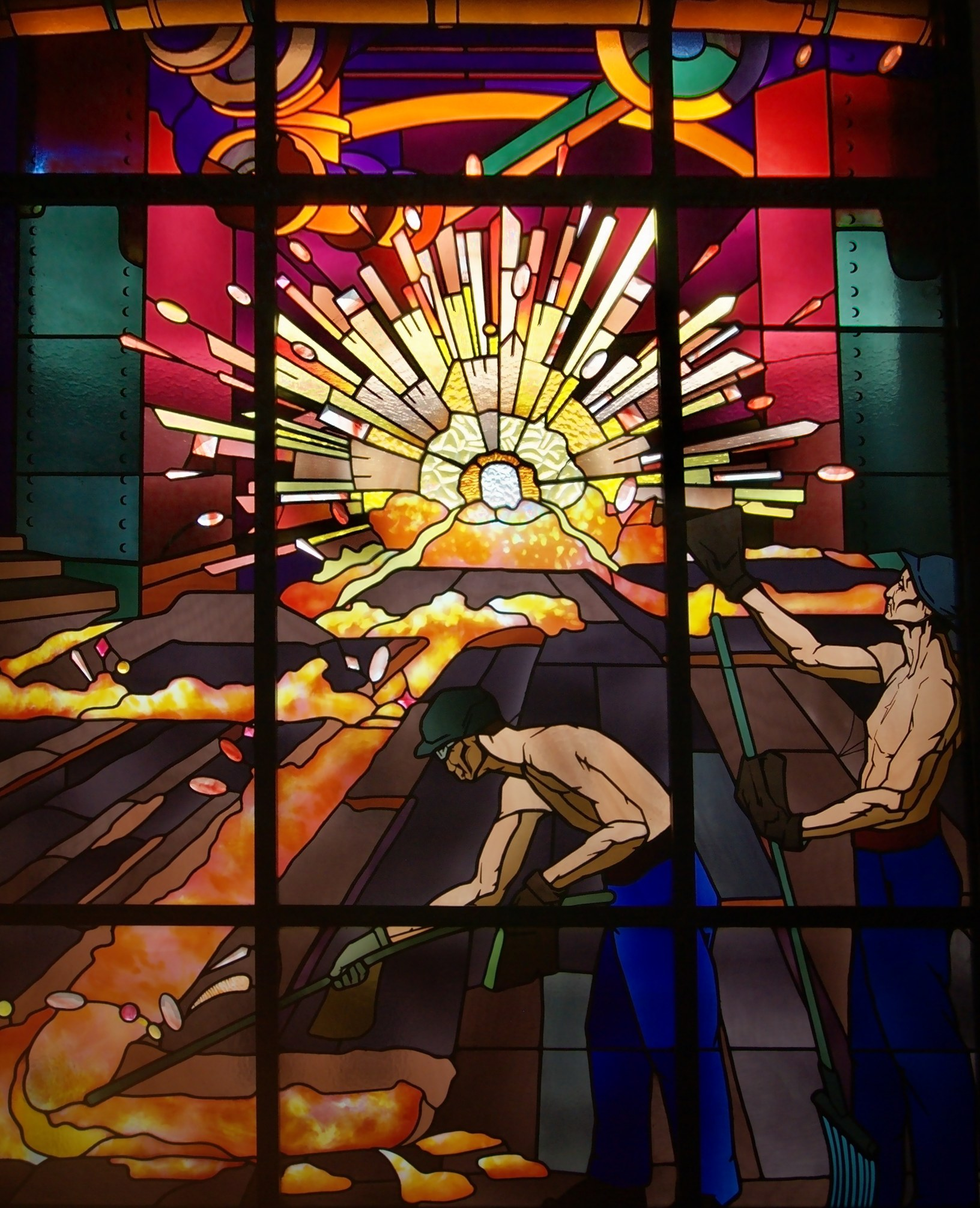
Licence artistique : les ouvriers ne travaillent pas torses nus mais avec un bleu de travail en haut et bas ainsi qu'un tablier de protection en cuir.
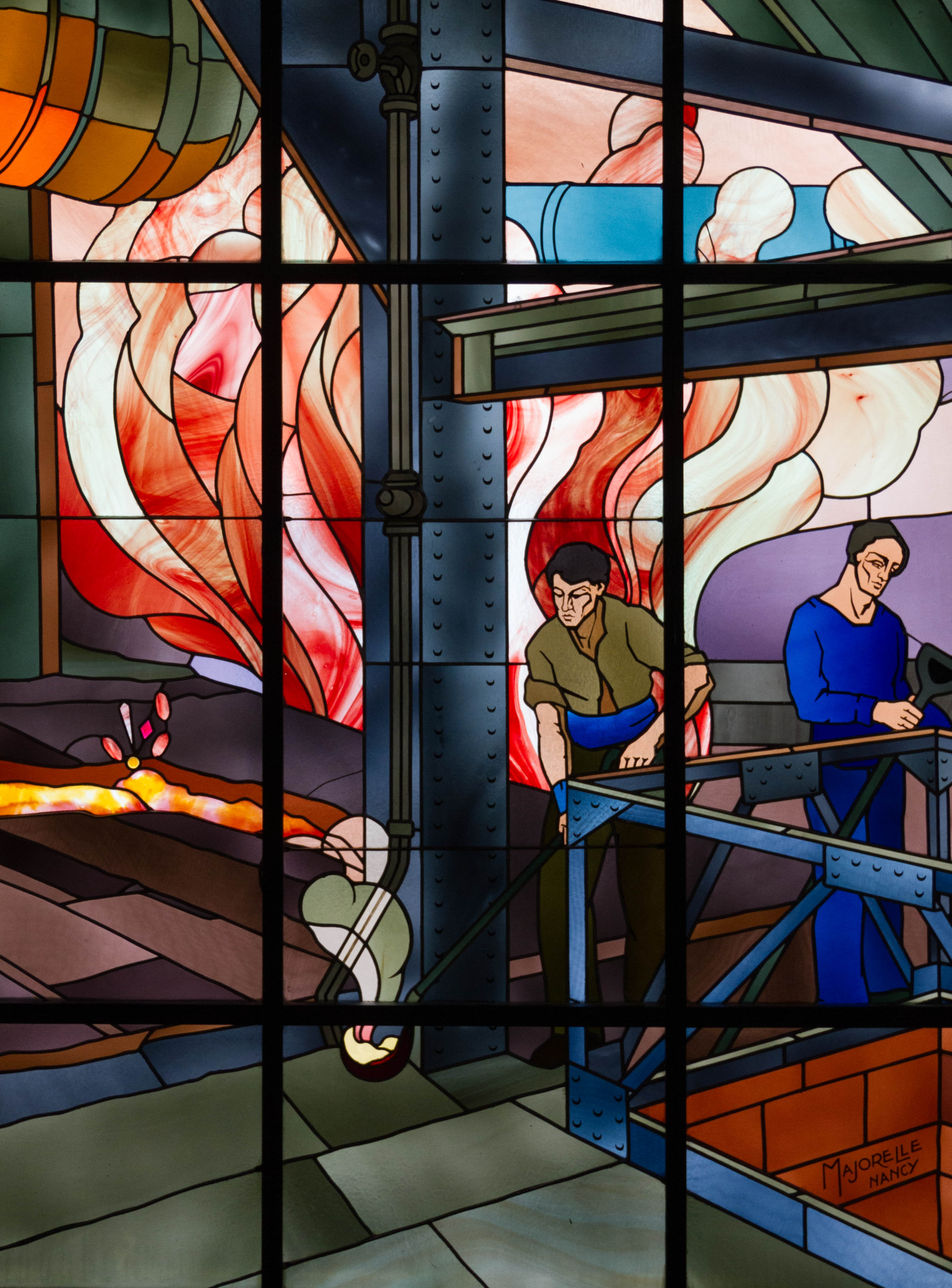
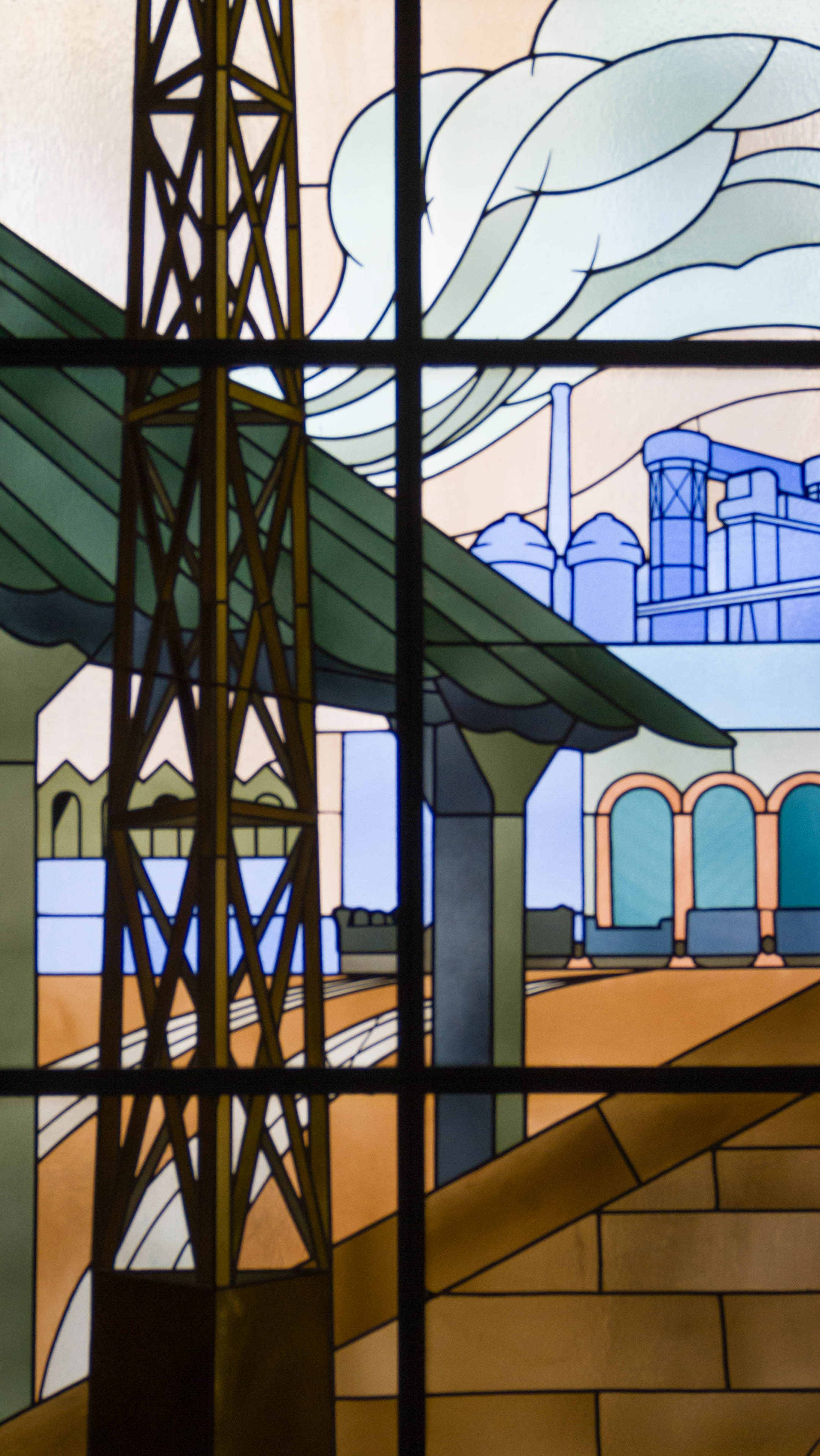

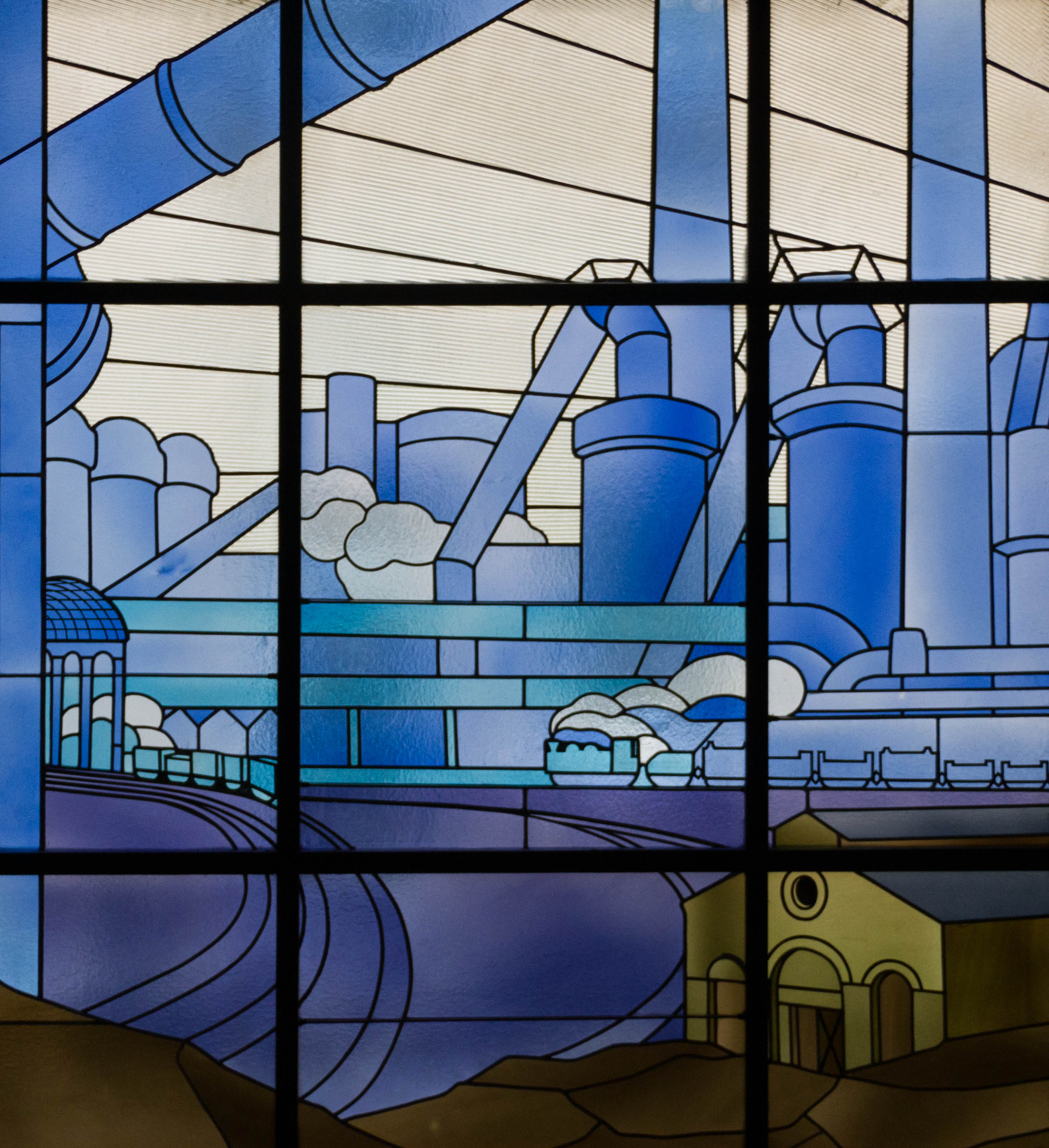
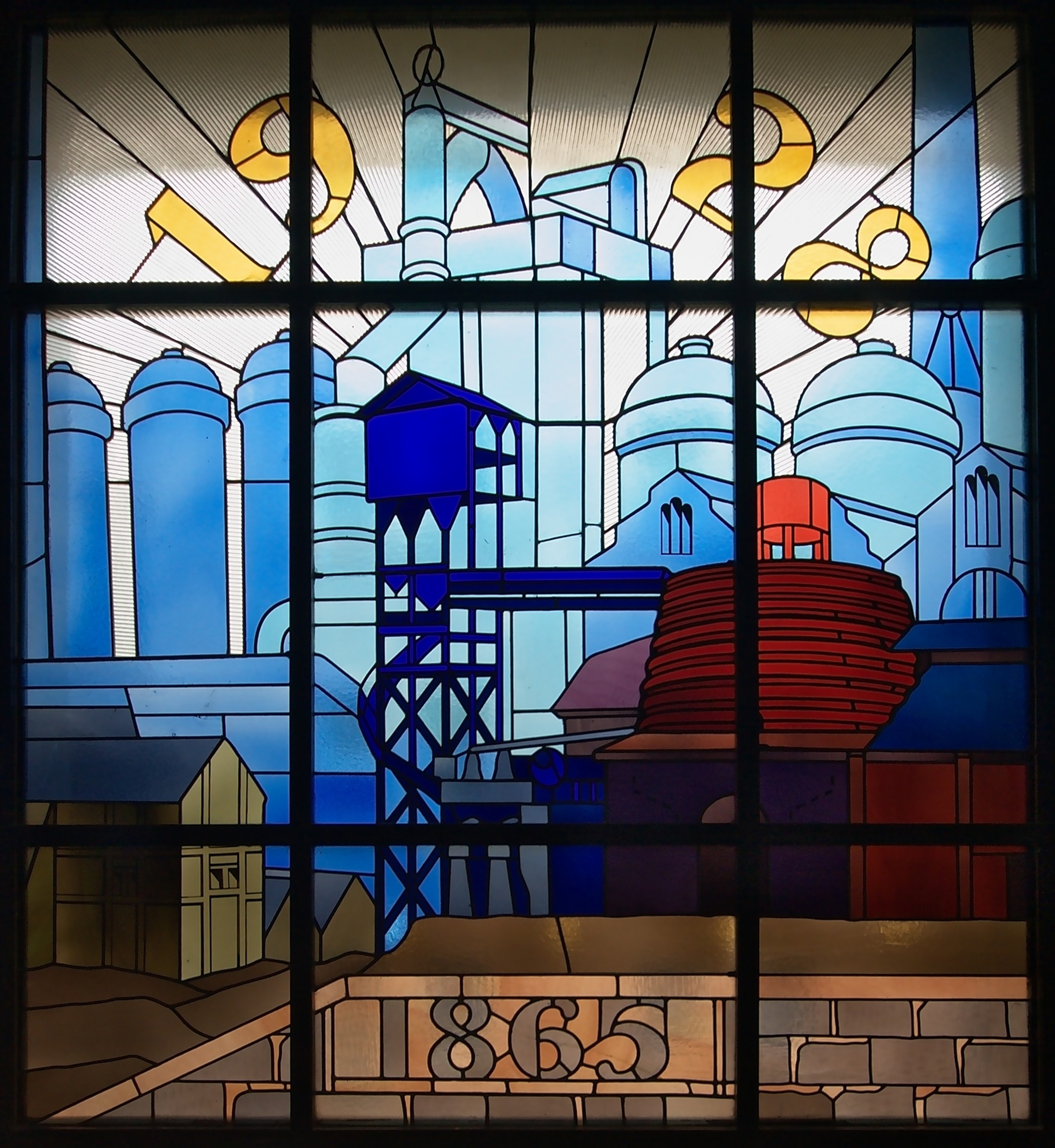
1865 est la date d'installation des deux usines de part et d'autre de la rivière qui, en fusionnant, donneront les aciéries de Longwy. 1928 est la date d'inauguration du siège social.
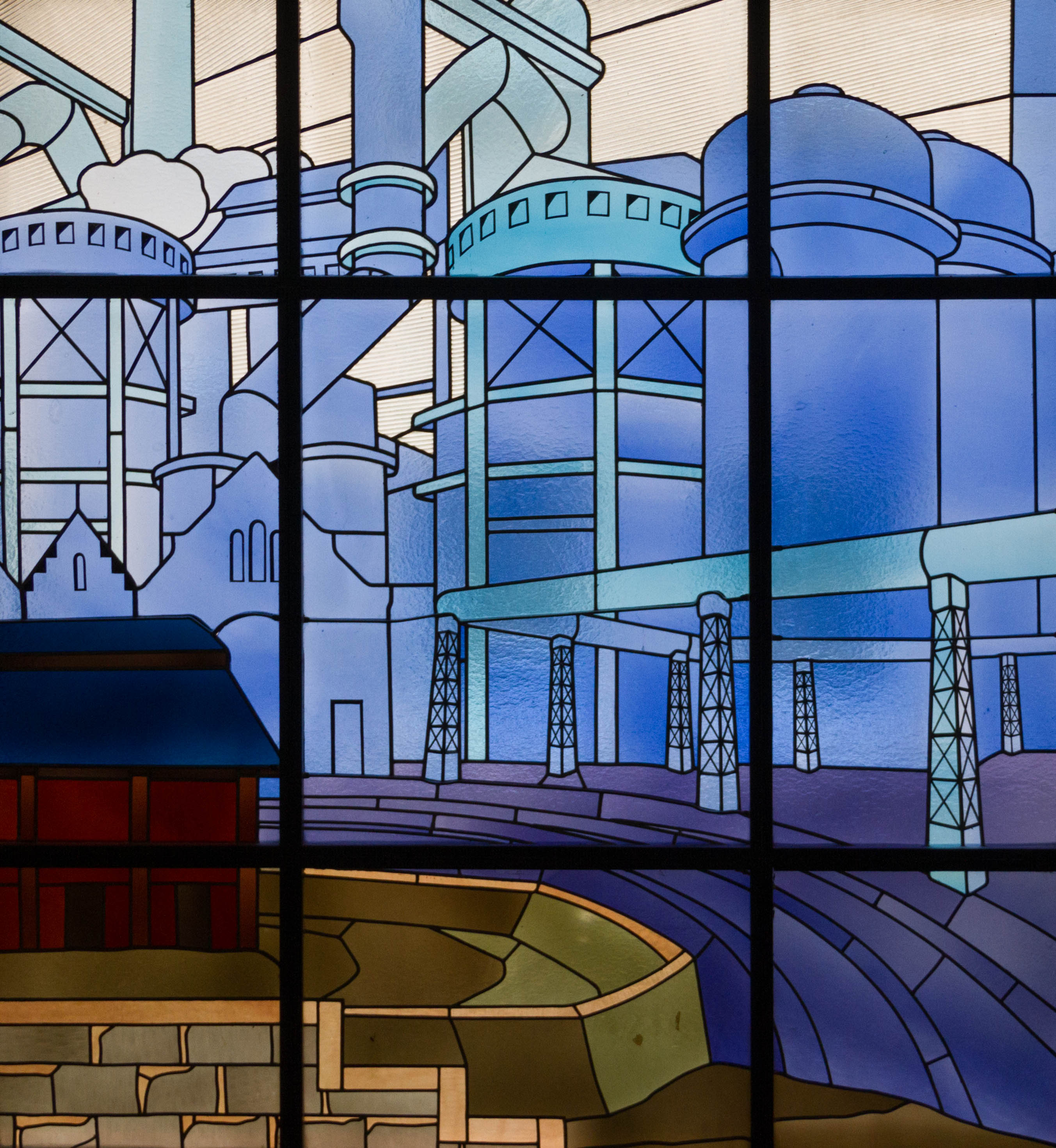

## "Les soufflantes"

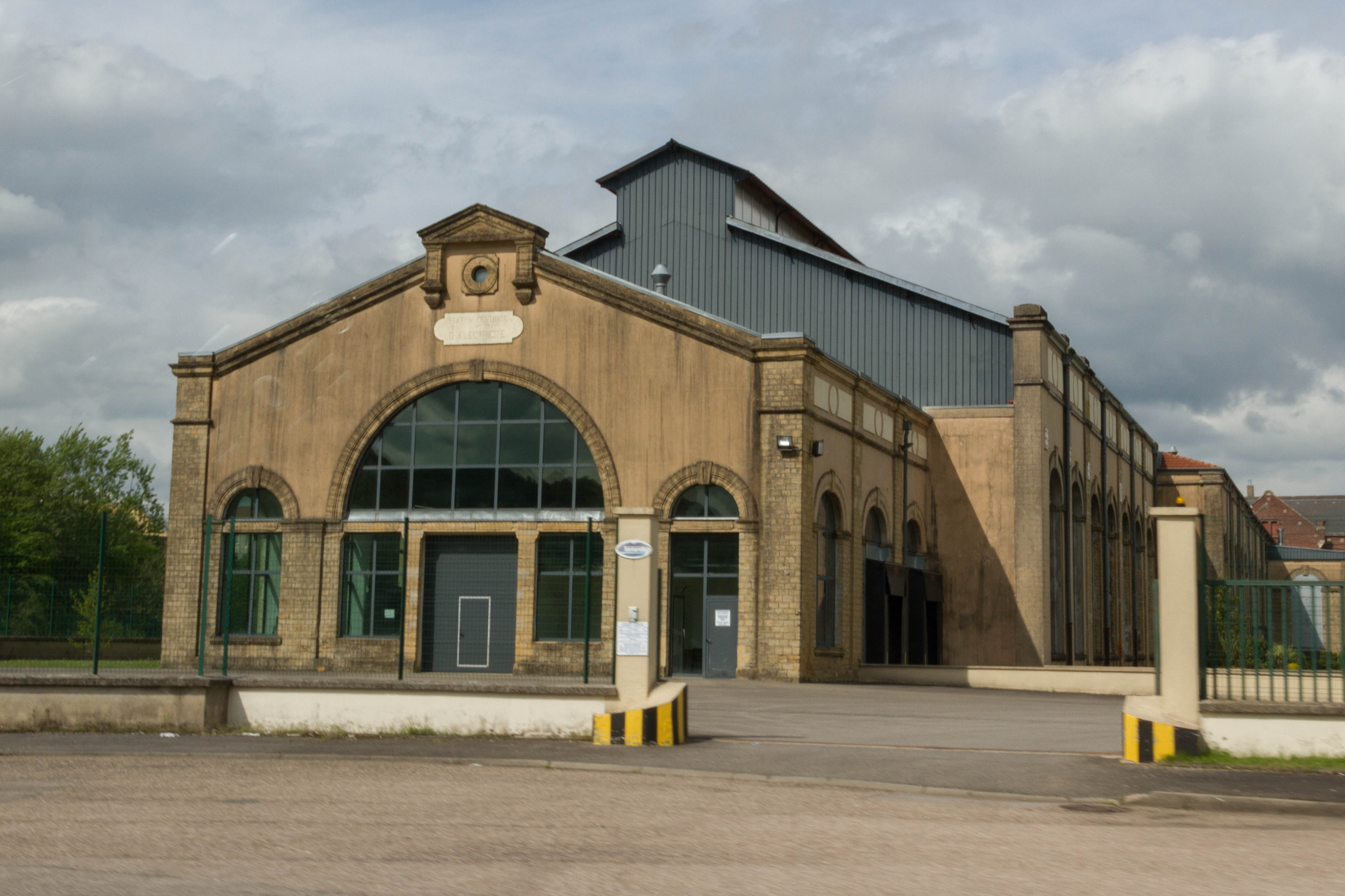
Les soufflantes.

"Les soufflantes" est un bâtiment industriel en forme de halles qui servait à chauffer l'air envoyé aux hauts fourneaux et à alimenter en énergie l'usine. De style industriel, la toiture à lanterneau permet à la fois d'avoir une bonne luminosité et surtout une excellente ventilation.

## "Les essais"

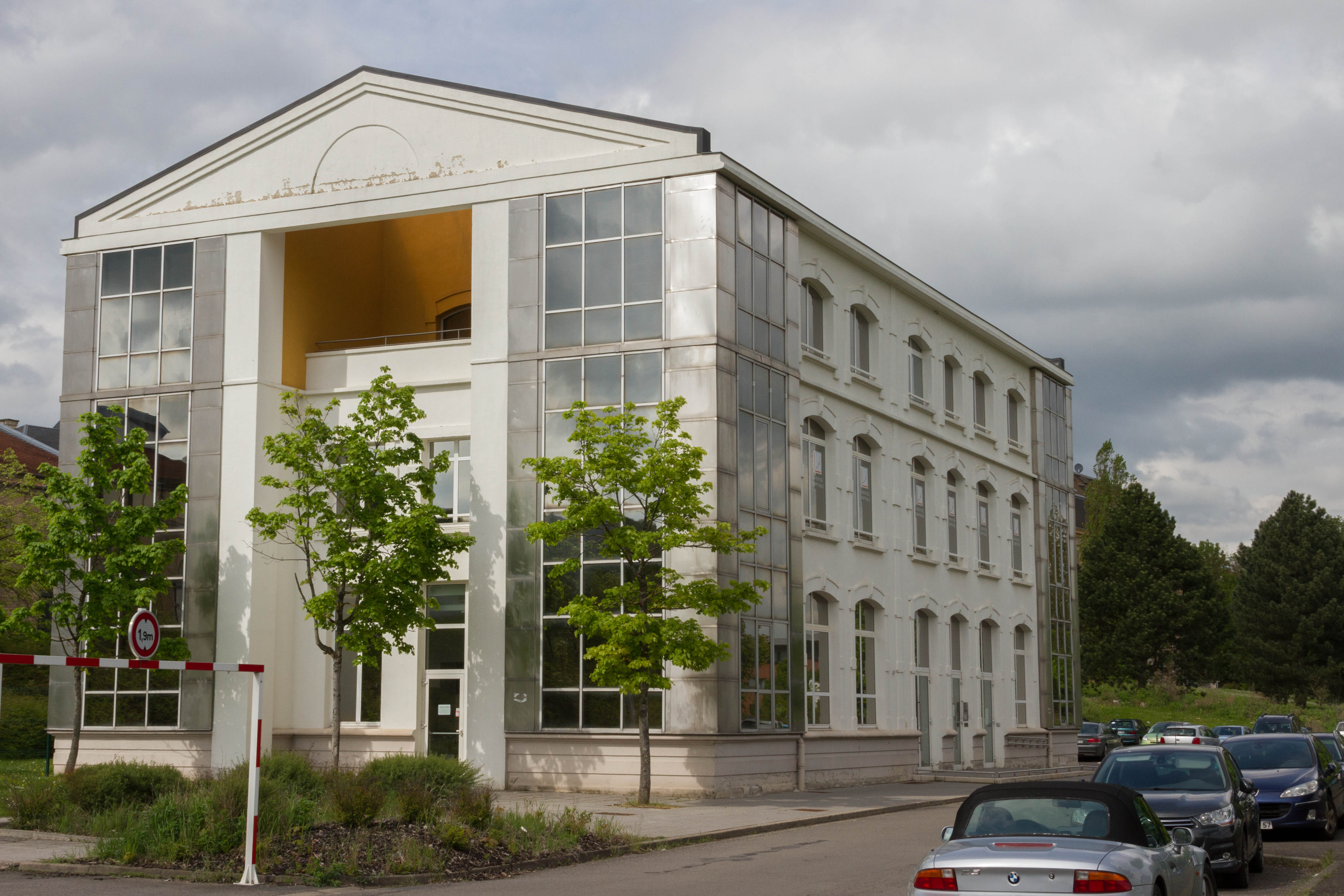
Les essais.

Ancien laboratoire de l'usine, le bâtiment "Les essais" abrite, depuis la fermeture de l'usine, plusieurs entreprises d'expertise-comptable.

## Grand hôtel Mont Saint-Martin
Le grand hôtel Saint-Martin servait à la fois de lieu de réception des invités de marque de l'usine et d'hébergement temporaire des couples mariés avant que celle-ci ne leur trouve un logement au sein de la cité ouvrière. Il est actuellement à l'abandon.

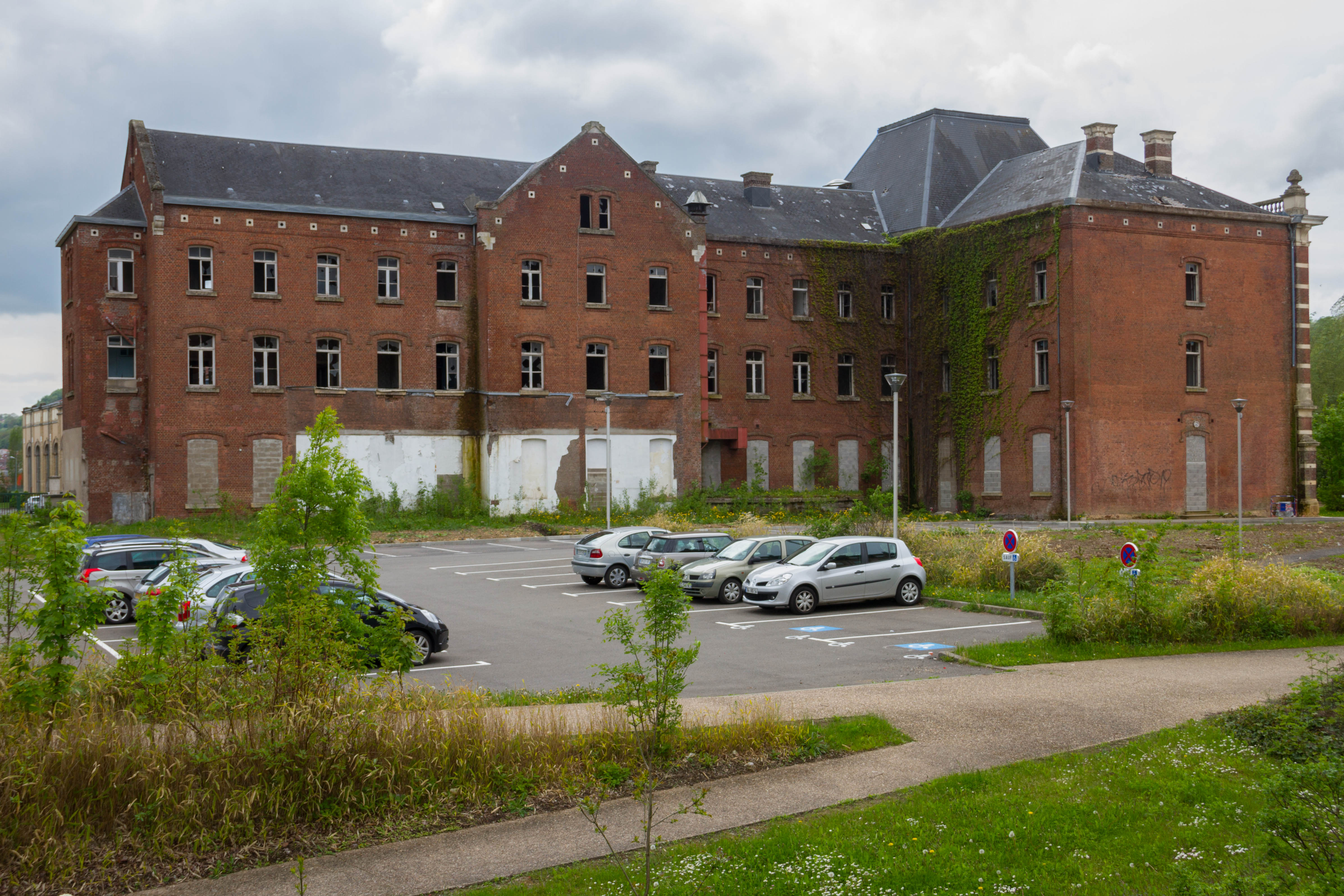
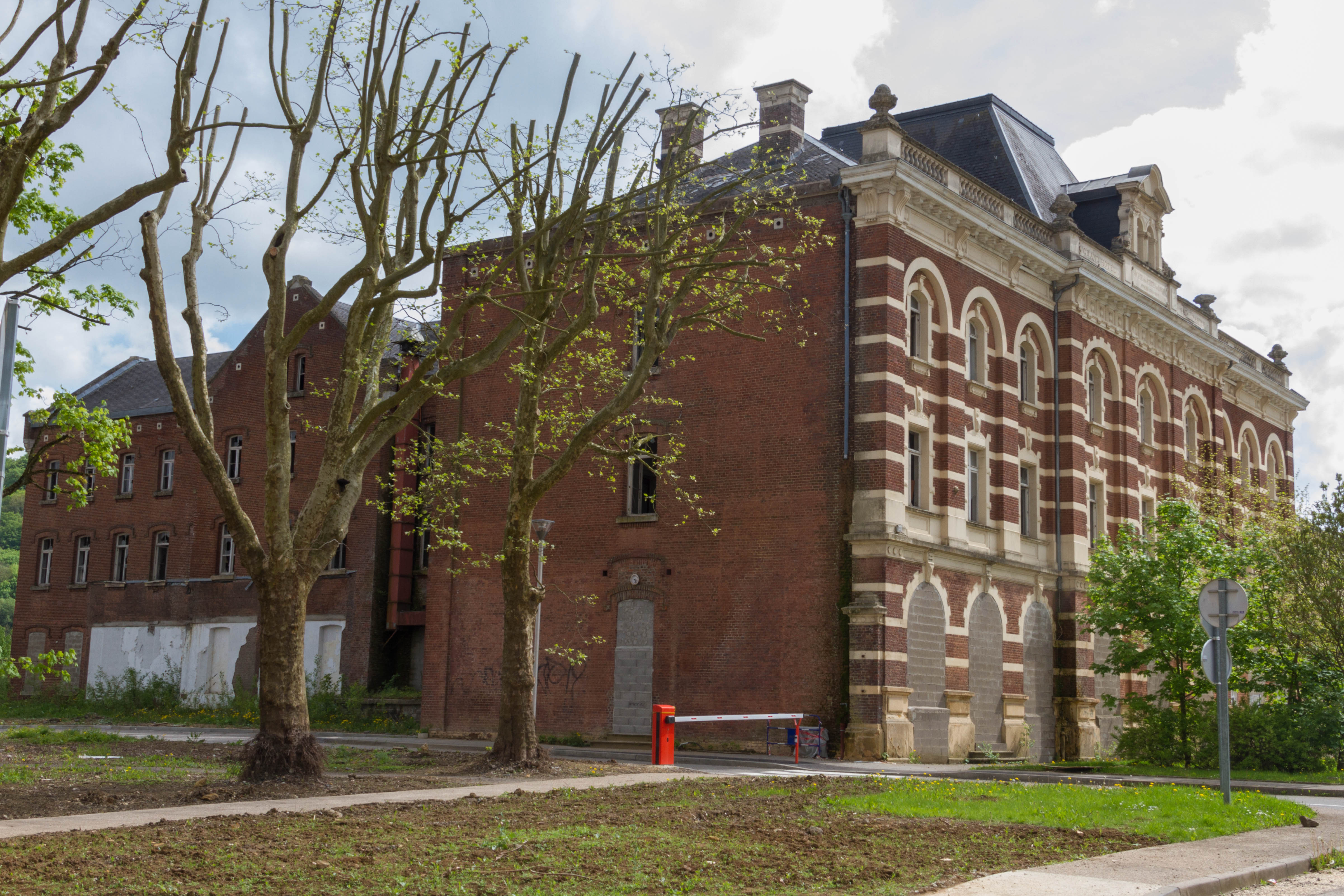
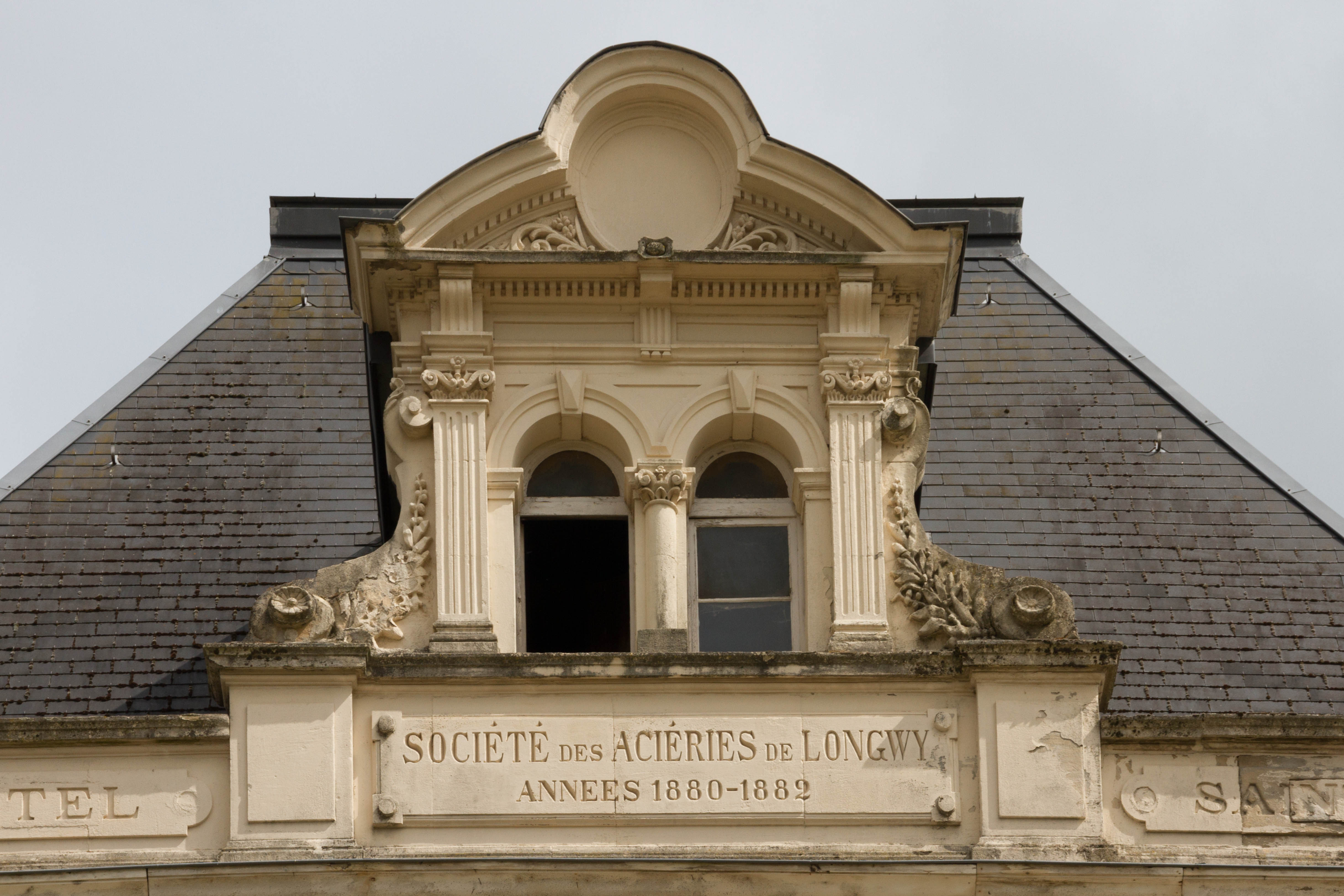